# Hentaigana
Los hentaigana (変体仮名?) son formas alternativas de escribir los caracteres kana. Históricamente, son los manyogana, que permiten representar una misma sílaba mediante distintos caracteres kanji que se fueron simplificando y dieron lugar a formas cursivas que se conocen como hentaigana. Los hentaigana se podían utilizar más o menos indistintamente con los hiragana equivalentes hasta 1900, año en que se estandarizó el silabario hiragana de tal forma que sólo un carácter representase una mora.

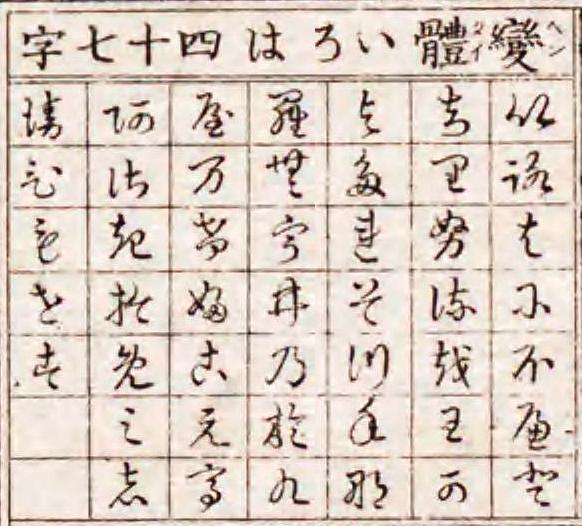
現今児童重宝記 : 開化実益 (1886)

La "n silábica" del hiragana (ん) proviene de un hentaigana que representaba /mu/. La reforma ortográfica de 1900 separó los dos usos, especificando que む sólo se utilizaría para /mu/ y ん para la /n/ de final de sílaba. Anteriormente, en ausencia de un carácter para la /n/ de final de sílaba, el sonido se escribía (aunque no se pronunciara) igual que /mu/, y los lectores tenían que resolver la ambigüedad por el contexto.
Los hentaigana se consideran obsoletos en la escritura moderna, pero aún se siguen utilizando en determinados casos. Por ejemplo, muchas tiendas de soba utilizan hentaigana para escribir kisoba en los letreros. También se utilizan los caracteres hentaigana en algunos documentos manuscritos formales, sobre todo en los certificados emitidos por grupos culturales clásicos japoneses (como escuelas de artes marciales tradicionales, grupos de protocolo, grupos de estudios religiosos, etc). Además, los hentaigana se utilizan a veces en las reproducciones de textos clásicos japoneses. Se podría decir que los hentaigana se utilizan en japonés de forma similar a como se utiliza la escritura gótica medieval en los idiomas de escritura latina para darle al texto un toque antiguo. Sin embargo, la mayoría de la población japonesa no sabe leer hentaigana y sólo puede reconocer unos pocos caracteres debido a su uso común en los letreros o por el contexto.

## Lista incompleta de caracteres hentaigana

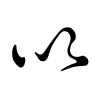
以（い）i
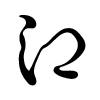
江（え）e
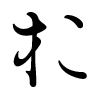
於（お）o
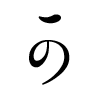
可（か）ka
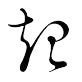
記（き）ki
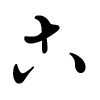
古（こ）ko
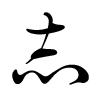
志（し）shi
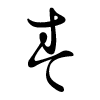
春（す）su
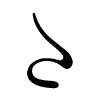
多（た）ta
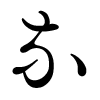
奈（な）na
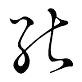
能（の）no
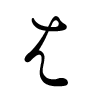
者（は）ha
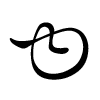
由（ゆ）yu
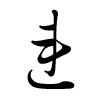
連（れ）re
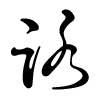
路（ろ）ro
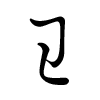
王（わ）wa